# عملیات شهید معاذ
عملیات شهید معاذ (به عربی: عملیة الشهید معاذ) یک سری حملات هوایی بود که توسط نیروی هوایی سلطنتی اردن و به مدت سه روز علیه اهداف متعلق به دولت اسلامی عراق و شام و در واکنش به سوزاندن خلبان اردنی معاذ الکساسبه انجام شد.

## اسارت معاذ الکساسبه
معاذ الکساسبه خلبان نیروی هوایی سلطنتی اردن در ۲۴ دسامبر ۲۰۱۴ پس از سقوط جنگنده اف-۱۶ای که هدایت آن را بر عهده داشت و در حال انجام مأموریت بر فراز قلمرو داعش بود اسیر شد. دولت اردن حدود یک ماه و نیم برای آزادی خلبان خود در ازای آزادی و تبادل چندین زندانی داعش و القاعده از زندان‌های اردن با داعش به مذاکره نشست. در ۲ فوریه ۲۰۱۵، یک فیلم ۲۲ دقیقه‌ای توسط داعش منتشر شد که در آن خلبان اردنی ابتدا تحت بازجویی می‌گیرد و سپس زنده زنده در داخل یک قفس سوزانده می‌شود. با این حال، اعتقاد بر این است که خلبان در ۳ ژانویه اعدام شده و دولت اردن تا یک ماه بعد کشته شدن وی هم‌چنان به مذاکره با داعش بر سر آزادی وی پرداخته‌است.

## تلفات
نیروی هوایی اردن در واکنش به این اقدام داعش به مدت سه روز دست به بمباران سرزمین‌های تحت کنترل داعش در سوریه زد. در این حملات نیروی هوایی اردن اردوگاه‌های آموزش جنگجویان، انبارهای مهمات و تأسیسات استخراج نفت داعش را مورد هدف قرار داد که باعث کشته شدن ۵۵ تن از جنگجویان داعش از جمله یک مقام بلندپایه این گروه با نام «شاهزاده نینوا» شد.
تلویزیون دولتی اردن اقدام به انتشار فیلمی با این عنوان که «این آغاز است و شما با اردنی‌ها آشنا خواهید شد» کرد. در این فیلم همچنین لحظات مربوط به برخاستن جنگنده‌های نیروی هوایی اردن از پایگاه هوایی شهید موفق واقع در شهر ازرق جهت انجام عملیات علیه داعش به نمایش درآمده است.

## پیامدها
اف-۱۶های اردنی که پس از کارزار بمباران مواضع داعش برگشته بودند به سمت شهر الکرک [زادگاه معاذ الکساسبه] تغییر مسیر دادند و در محلی که ملک عبدالله دوم و جمعیت زیادی جهت ابراز تسلیت به خانواده معاذ جمع شده بودند پرواز کردند.
داعش ادعا کرد که حملات هوایی اردن باعث کشته شدن گروگان زن آمریکایی کایلا مولر شده‌است ادعایی که توسط مقامات دولت اردن و آمریکا رد شد.